# 維特山麓冰川

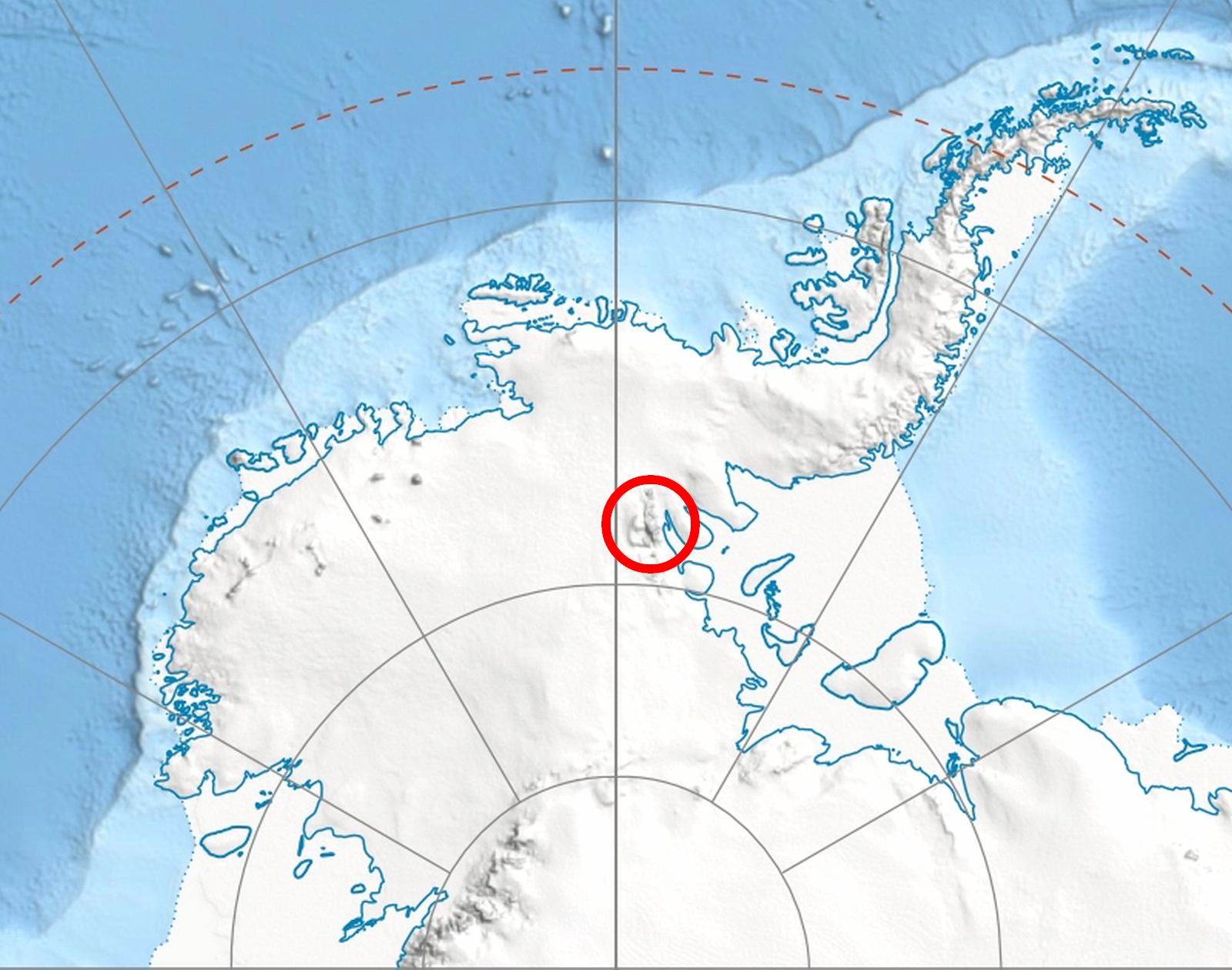

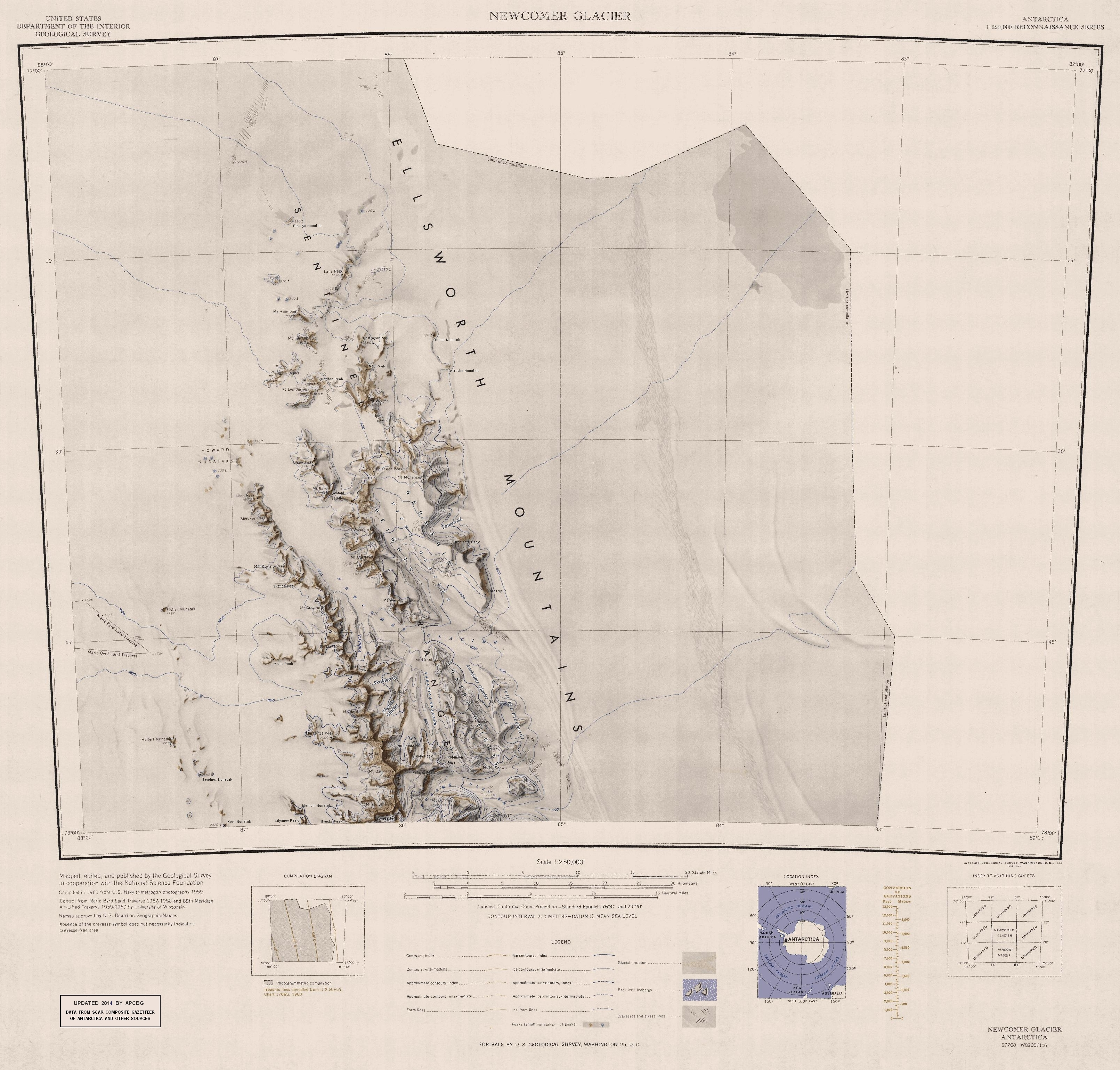

維特山麓冰川（英語：Vit Ice Piedmont），是南極洲的冰川，位於埃爾斯沃思地，處於安塞阿盧斯冰川西南面，流經埃爾斯沃思山脈的森蒂納爾嶺北部，長12公里、寬6公里，現時由南極條約體系管理。